# Vreni Schneider
Pour les articles homonymes, voir Schneider.
Verena "Vreni" Schneider est une skieuse alpine suisse, née le 26 novembre 1964 à Elm (Glaris) dont la carrière internationale s'étend du milieu des années 1980 au milieu des années 1990. Triple championne olympique (dont un doublé slalom/géant à Calgary en 1988), triple gagnante du classement général de la Coupe du monde, et trois fois championne du monde, elle domine les épreuves techniques à tel point qu'elle a détenu plusieurs records sur le circuit mondial, comme quatorze victoires dans la même saison, ou encore dix victoires à la suite dans ses deux disciplines, douze victoires consécutives en slalom et un total chez les femmes de vingt victoires en slalom géant. Son palmarès et ses 55 victoires en Coupe du monde font d'elle la meilleure skieuse suisse de l'histoire et une des plus grandes de tous les temps. 

## Biographie
Elle possède le plus beau palmarès du ski suisse féminin avec 3 titres olympiques, 3 titres de championne du monde, 3 classement généraux de coupe du monde et 55 victoires en coupe du monde (ce qui fait d'elle le quatrième meilleur palmarès féminin de l'histoire après les 99 victoires de Mikaela Shiffrin dont la série est en cours, les 82 victoires de Lindsey Vonn et les 62 victoires d'Annemarie Moser-Pröll).
Durant la saison 1989, elle a remporté 14 succès en coupe du monde, record battu par Mikaela Shiffrin en 2019 (17 victoires).
En avril 1995, elle annonce son retrait de la compétition et possède aujourd'hui un magasin de sport dans son village natal à Elm, dans le canton de Glaris, où elle dirige également une école de ski.
Elle a également été nommée « Sportive suisse du siècle ».

## Palmarès

### Jeux olympiques
| Épreuve / Édition | Calgary 1988 | Albertville 1992 | Lillehammer 1994 |
| ----------------- | ------------ | ---------------- | ---------------- |
| Descente          | -            | -                | 33e              |
| Slalom géant      | Or           | -                | Bronze           |
| Slalom            | Or           | 7e               | Or               |
| Combiné           | -            | -                | Argent           |

### Championnats du monde
| Épreuve / Édition | Bormio 1985 | Crans-Montana 1987 | Vail 1989 | Saalbach 1991 |
| ----------------- | ----------- | ------------------ | --------- | ------------- |
| Super-G           |             | 4e                 | -         | -             |
| Slalom géant      | 12e         | Or                 | Or        | 7e            |
| Slalom            | -           | -                  | Argent    | Or            |
| Combiné           | -           | 4e                 | Argent    | Bronze        |

### Coupe du monde
- Vainqueur du classement général en 1989, 1994 et 1995
  - Vainqueur de la coupe du monde de géant en 1986, 1987, 1989, 1991 et 1995
  - Vainqueur de la coupe du monde de slalom en 1989, 1990, 1992, 1993, 1994 et 1995
  - 55 victoires : 20 géants, 34 slaloms et 1 combiné
  - 100 podiums

| Année/Classement | Général | Général | Descente | Descente | Super G | Super G | Géant  | Géant  | Slalom | Slalom | Combiné | Combiné |
| Année/Classement | Class.  | Points  | Class.   | Points   | Class.  | Points  | Class. | Points | Class. | Points | Class.  | Points  |
| ---------------- | ------- | ------- | -------- | -------- | ------- | ------- | ------ | ------ | ------ | ------ | ------- | ------- |
| 1985             | 9e      | 112     | -        | -        | -       | -       | 3e     | 88     | 22e    | 19     | 17e     | 9       |
| 1986             | 3e      | 216     | -        | -        | 14e     | 20      | 1re    | 110    | 7e     | 51     | 5e      | 35      |
| 1987             | 2e      | 262     | 14e      | 23       | 6e      | 44      | 1re    | 120    | 4e     | 84     | 2e      | 20      |
| 1988             | 5e      | 185     | -        | -        | 22e     | 9       | 3e     | 76     | 2e     | 80     | 5e      | 20      |
| 1989             | 1re     | 376     | -        | -        | 17e     | 11      | 1re    | 165    | 1re    | 175    | 3e      | 25      |
| 1990             | 6e      | 198     | -        | -        | 25e     | 4       | 5e     | 69     | 1re    | 125    | -       | -       |
| 1991             | 3e      | 185     | -        | -        | -       | -       | 1re    | 113    | 5e     | 72     | -       | -       |
| 1992             | 4e      | 902     | -        | -        | -       | -       | 2e     | 391    | 1re    | 511    | -       | -       |
| 1993             | 6e      | 626     | -        | -        | -       | -       | 12e    | 136    | 1re    | 511    | -       | -       |
| 1994             | 1re     | 1656    | 15e      | 112      | 19e     | 88      | 2e     | 516    | 1re    | 860    | 5e      | 80      |
| 1995             | 1re     | 1248    | 23e      | 84       | 25e     | 74      | 1re    | 450    | 1re    | 560    | 2e      | 80      |

| Édition / Épreuve | Géant                                                         | Slalom                                                                                       | Combiné               | Total |
| ----------------- | ------------------------------------------------------------- | -------------------------------------------------------------------------------------------- | --------------------- | ----- |
| 1985              | Santa Caterina Waterville Valley                              | -                                                                                            | -                     | 2     |
| 1986              | Maribor Oberstaufen Waterville Valley                         | -                                                                                            | -                     | 3     |
| 1987              | Waterville Valley Saalbach-Hinterglemm Megève Sarajevo        | Courmayeur Saint-Gervais                                                                     | -                     | 6     |
| 1988              | Tignes                                                        | Bad Gastein                                                                                  | -                     | 2     |
| 1989              | Les Menuires Val Zoldana Schwarzenberg (x2) Tignes Shigakogen | Altenmarkt-Zauchensee Courmayeur Maribor Mellau Grindelwald Furano Shigakogen                | Altenmarkt-Zauchensee | 14    |
| 1990              | -                                                             | Park City Piancavallo Hinterstoder Maribor Aare                                              | -                     | 5     |
| 1991              | Kranjska Gora Vail                                            | Lake Louise                                                                                  | -                     | 3     |
| 1992              | Santa Caterina Oberstaufen                                    | Lech Maribor Narvik                                                                          | -                     | 5     |
| 1993              | -                                                             | Maribor Cortina d'Ampezzo Vemdalen Aare                                                      | -                     | 4     |
| 1994              | -                                                             | Santa Caterina Sankt Anton Altenmarkt-Zauchensee Maribor Sierra Nevada Mammoth Mountain Vail | -                     | 7     |
| 1995              | -                                                             | Park City Sestrières Maribor Bormio                                                          | -                     | 4     |
| Total             | 20                                                            | 34                                                                                           | 1                     | 55    |

### Arlberg-Kandahar
- Vainqueur des slaloms 1993 à Cortina d’Ampezzo et 1993-1994 à Sankt Anton